# St. Nikolai (Hohenhorn)

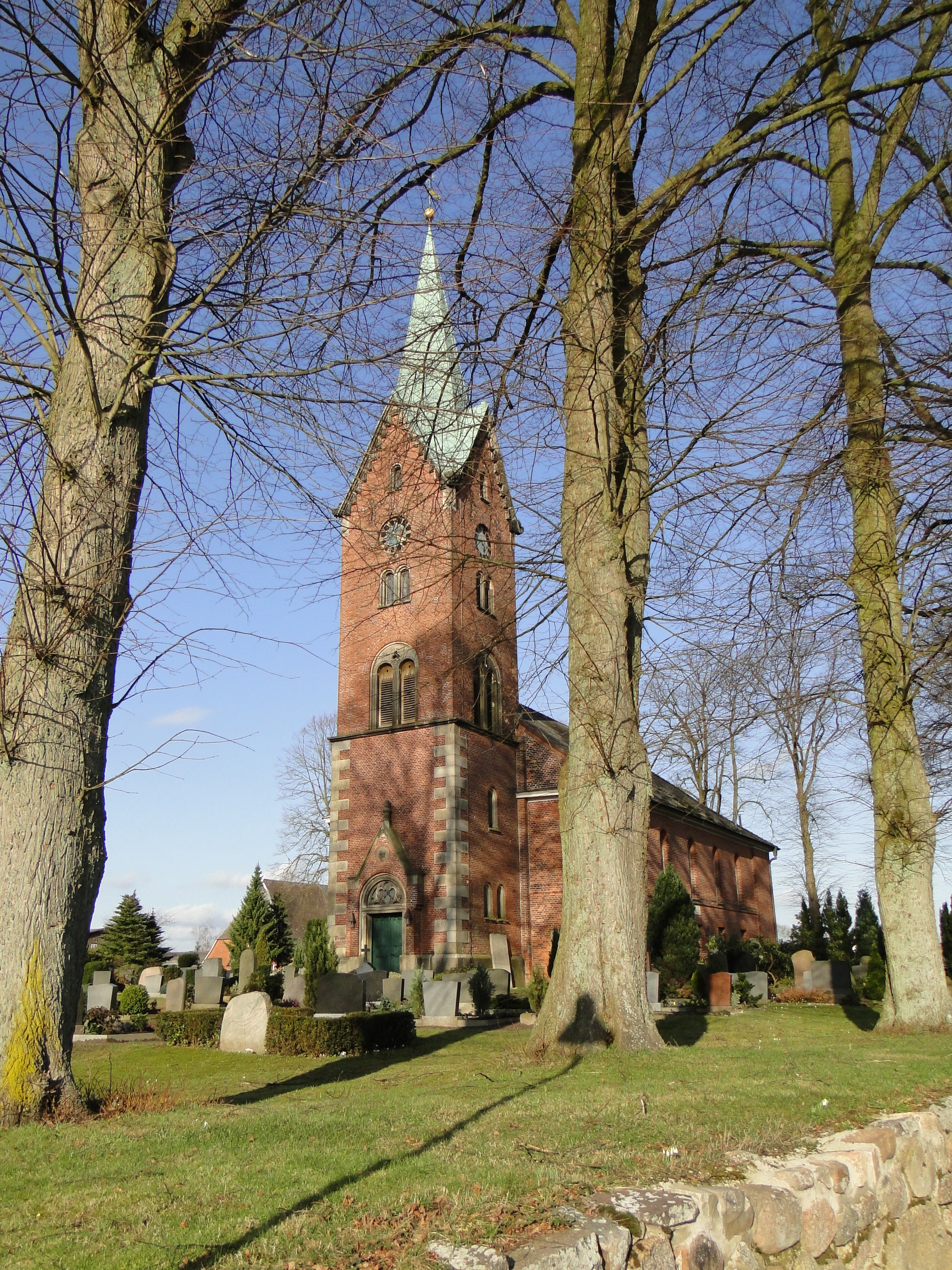
St. Nikolai (Hohenhorn)

Die Kirche St. Nikolai ist ein geschütztes Kulturdenkmal mit der Objekt-ID 3099 im Denkmalschutzgesetz auf dem Friedhof von Hohenhorn, einer Gemeinde im Kreis Herzogtum Lauenburg in Schleswig-Holstein. Das Kirchengebäude gehört zur Evangelisch-Lutherischen Kirche in Norddeutschland.

## Beschreibung
Die spätklassizistische Saalkirche wurde 1825–27 aus Backsteinen anstelle einer mittelalterlichen Kapelle erbaut. Sie besteht aus einem Langhaus und einem 1867 von Carl August Wilhelm Lohmeyer angebauten neuromanischen Kirchturm im Westen, der mit einem spitzen Helm bedeckt ist. Seine unteren Geschosse sind mit Ecksteinen versehen. Die oberen Geschosse beherbergen den Glockenstuhl und die Turmuhr.
Der Innenraum des Langhauses ist mit dreiseitig umlaufenden Emporen versehen und mit einer Flachdecke überspannt. Er richtet sich in der Mitte auf den Kanzelaltar.